# Poesía prerrafaelita
Se entiende por poesía prerrafaelita la producción poética de los autores pertenecientes a la Hermandad Prerrafaelita o vinculados al movimiento prerrafaelita surgido de la acción de la misma. Este movimiento poético y artístico protestaba contra la naturaleza mecánicamente literal de la mentalidad victoriana y pretendía recuperar parte de la espiritualidad y de la sencillez del mundo medieval.
Los cabecillas de dicho grupo fueron Dante Gabriel Rossetti, su hermana Christina, William Morris y Algernon Charles Swinburne. Los fundadores de esta escuela, que tomaron y adquirieron el nombre de prerrafaelitas, quedaron profundamente impresionados por el resurgimiento de Dante y por el estudio de los primitivos maestros florentinos. El propio Rossetti fue un consumado traductor de Dante y de Villon. La pasión de estos estudiosos era retrospectiva; querían revivir la literatura de un pasado olvidado, italiana, escandinava, francesa, medieval sobre todo. Rossetti abre camino con sus sonetos y baladas. Le sigue Christina con su Goblin Market, si bien con posterioridad escribiría, con una técnica perfeccionada, una poesía cada vez más ceñida a las emociones religiosas. William Morris publica en 1858 su Defensa de Ginebra, seguido diez años después por El paraíso terrenal, una colección de leyendas en verso que penden a la luz del sol como tapices tejidos con hilo dorado.

## Orígenes
La Hermandad Prerrafaelita era una asociación de pintores, poetas y críticos ingleses fundada en 1848 en Londres. Su concepción artística se expresó en la efímera revista The Germ: Thoughts towards Nature in Poetry, Literature and Art [El Germen: Reflexiones en torno a la Naturaleza en la poesía, la literatura y el arte]. El prerrafaelismo representó una reacción idealista ―medievalista― frente a la concepción ―más realista y clásica― del arte de los primeros victorianos, y tiende a una expresión más emotiva, busca cualidades imaginativas más internas y una nueva sensibilidad basada en el verdadero culto a la belleza. La inclinación de los prerrafaelistas al ensueño y su inspiración medieval los acerca a los románticos.

## Autores

### Miembros de la Hermandad Prerrafaelita

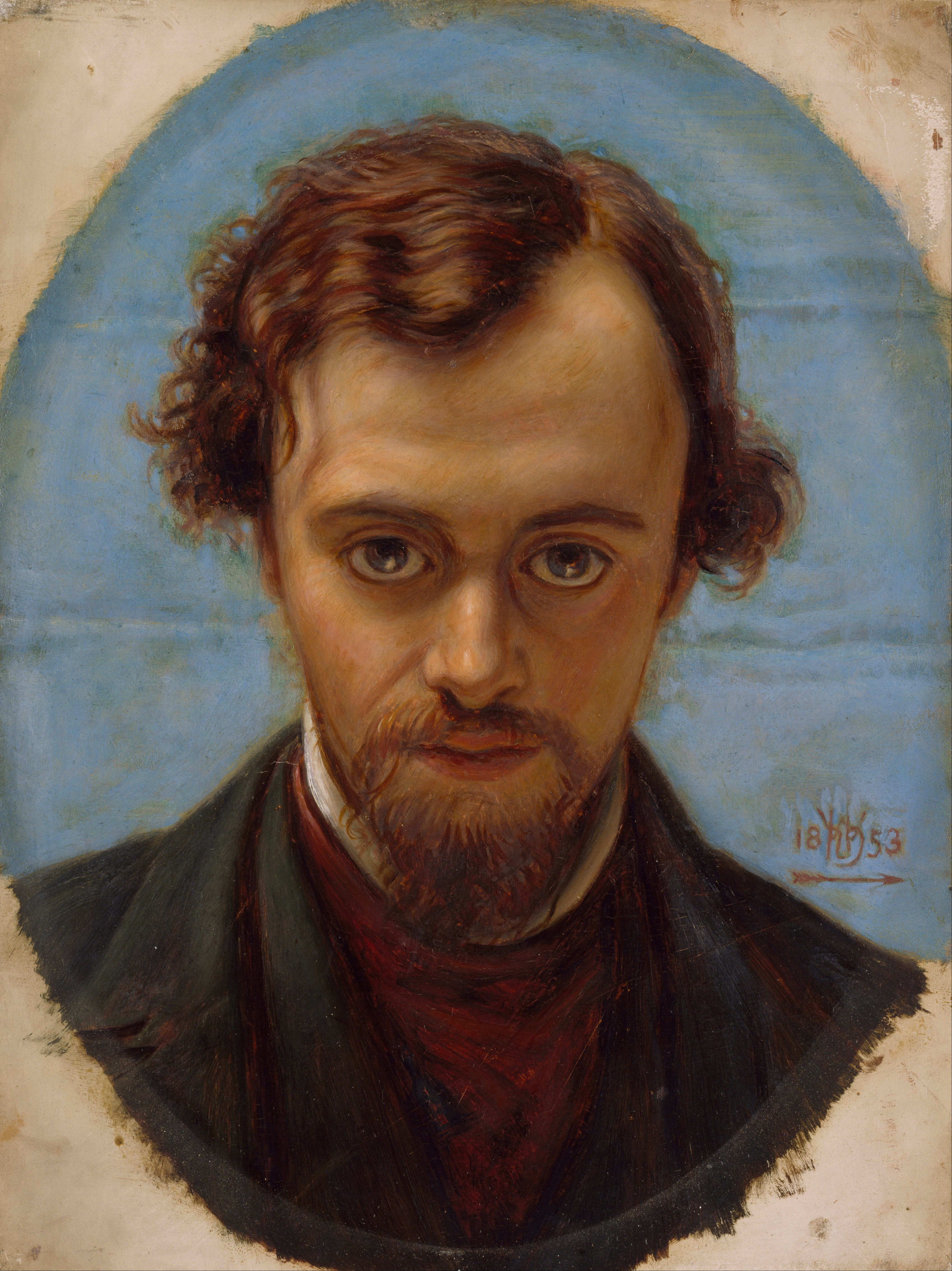
Retrato de Dante Gabriel Rossetti a los 22 años de edad, obra de William Holman Hunt (1827-1910).

Dante Gabriel Rossetti (1828-1882), no menos interesante como poeta que como pintor, llegó a ser considerado como el portavoz y máximo exponente del grupo. Simultáneamente a su labor artística, trabajó duro en la poesía, y sus obras pictóricas son de todo punto el mejor comentario a sus poemas. Rossetti apartó de su obra todo el interés moral, político y religioso que tanta importancia tiene en la literatura victoriana de la primera época. Para él la vida solo existía para proporcionar imágenes artísticas; y en poesía se propuso ideales semejantes a los que él y su grupo realizaban en la pintura. Despreocupado de intereses científicos, filosóficos e históricos, a Rossetti solo le importaba el amor y la belleza, en particular el amor humano y la belleza femenina. Tennyson, Browning y Arnold estaban comprometidos con los problemas de su tiempo; Rossetti los rechazaba. En su obra cerraría las puertas a todos los intereses morales, políticos y religiosos relacionados con casi toda la literatura victoriana. Para él la vida únicamente existía con el objeto de proporcionarle las imágenes del arte. Prefería a Keats antes que a Shelley porque (como él) carecía de filosofía. Para él era como si el siglo XVIII nunca hubiera existido, aborrecía la lucidez griega y el aire libre, y prefería los enjutos santos, las imágenes espectrales y los amores místicos medievales.
En esa gran rebelión contra el renacimiento del clasicismo que (después de hacer mucho bien y mucho daño) resultó en el materialismo del siglo XVIII ―en aquel gran movimiento del alma humana que puede ser apropiadamente denominado "el renacimiento del espíritu de lo prodigioso en la poesía y el arte"―, había sido reconocido como el protagonista antes incluso de la fundación de la Hermandad Prerrafaelita. La doncella bendita fue escrito en fecha tan temprana como 1847 o 1848. Sister Helen fue producido en su forma original en 1850 o 1851. Desde 1849 hasta 1854, su historia es de progreso constante en el arte y la poesía, trastrocada solo por los ataques, ahora incomprensibles por su virulencia, realizados por la prensa sobre los artistas prerrafaelitas. Fueron años de lucha, y ni siquiera buscó publicidad para sus poemas, aunque incluían obras maestras como Sister Helen, Staff and Scrip y La carga de Nínive. Esto solo demostraba que Rossetti había ascendido a una región de la imaginación donde no tenía competencia entre los poetas de su tiempo. La revista The Germ (1850) contenía los primeros escritos en prosa o verso publicados por Rossetti. En ella aparecieron La doncella bendita, el poema en prosa Hand and Soul, seis sonetos y cuatro poemas líricos.
En la poesía no menos que en el arte lo que hace a Rossetti una figura tan importante es la posición que ocupaba con respecto al moderno renacimiento del espíritu "romántico". El renacimiento de lo prodigioso culmina en la poesía de Rossetti, como culmina en su pintura. El poeta que tuviera que ir más lejos que Rossetti superaría la esfera de la poesía para adentrarse en el misticismo puro, como muestran algunos de sus sonetos. Siendo hermosos como lo son los sonetos (de los cuales puede mencionarse especialmente la serie de The House of Life, en el volumen de 1881), es en sus baladas románticas donde Rossetti (a pesar de cierta rudeza de movimientos) muestra su mayor intensidad. Sister Helen, La doncella bendita, Staff and Scrip, Eden Bower, Troy Town y Rose Mary, como representantes del moderno renacimiento del genuino espíritu romántico, ocupan un lugar absolutamente diferenciado de la restante poesía de la época.
La poesía de Rossetti, y también su prosa, está marcada por su extraordinaria meticulosidad expresiva y belleza léxica; la forma y el color de su estilo resultan igual de maravillosos en su claridad y en la hermosura del lenguaje. Pero la característica dominante, después de todo, es la idea subyacente, el motivo romántico.
Dante fue su principal inspiración poética, y su discipulado tuvo perfecta expresión en el bello Dante en Verona. Las baladas fascinaban a Rossetti, que usó el recurso de los refranes o estribillos en Lilith y Eden Bower, y en la aún más emocionante Sister Helen. Sus Poemas reunidos, que, con la vehemencia de su dolor, había enterrado en el ataúd de su esposa, y que posteriormente fueron exhumados, aparecerían en 1870 (nueva edición en 1881). Las nuevas composiciones afianzaron plenamente la reputación de aquellas que ya habían aparecido en revistas. La magnífica balada épica Rose Mary había sido escrita en 1871, justo antes de que las nubes se oscurecieran en torno a él. A ésta fueron añadidas, en 1880, La nave blanca y La tragedia del rey, baladas superiores incluso en fuerza, aun siendo imaginativamente menos potentes. Las tres fueron publicadas hacia finales de 1881, junto con otros poemas nuevos, principalmente sonetos, en un volumen titulado Ballads and Sonnets (Baladas y sonetos), su última obra literaria, que contiene los sonetos que forman The House of Life. Tanto los Poemas de 1870 como las Baladas y sonetos reproducen con extraordinaria verosimilitud la atmósfera misteriosa y sobrenatural que él hallaba en la naturaleza y en la vida. Sus composiciones se caracterizan por una extraña combinación de mística y sensualidad. Rossetti era meticuloso en la composición; sus poemas resultan tan notables por la concreción, el acabado y la expresión exacta del pensamiento del poeta como por su suntuoso colorismo y sus ricas metáforas específicas. En toda la obra de Rossetti se respira un ambiente de invernáculo, de belleza enfermiza.
Aunque no se puede decir que La doncella bendita, Sister Helen o Rose Mary alcancen la talla de las obras maestras de Coleridge, el temperamento puramente romántico fue en Rossetti más permanente e incluso más natural que en cualquier otro poeta del siglo XIX, incluyendo al propio autor de Christabel.
Rossetti es un ejemplo único de inglés que ha obtenido la misma celebridad como poeta y como pintor. La misma versatilidad que en sus pinturas sobresale en sus poemas, resultando la ardiente pasión de Sister Helen o la desalentadora agitación de King's Tragedy no más magistrales a su manera que las intrincadas cadencias y el persistente coqueteo con la meditación de The Portrait y The Stream's Secret, la majestuosa magnificencia de los mejores sonetos y la intensidad de algunos de los poemas líricos menores. Su musicalidad es tan perfecta como puede serlo aquella que siempre produce el efecto de un estudiado artificio, nunca de un impulso espontáneo; su resplandeciente y suntuoso lenguaje es propio, no es un préstamo de nadie, y resulta imposible de imitar con éxito. Los jóvenes poetas pueden encontrar pocos inspiradores mejores y pocos modelos peores que él. Su total indiferencia hacia los conflictos políticos y religiosos de su época, si bien limitó su influencia, tuvo en todo caso el buen efecto de eliminar todos los elementos no poéticos de su poesía.
El escultor y poeta Thomas Woolner (1825-1892) se convirtió en poco tiempo, por mediación de Rossetti, en uno de los «hermanos prerrafaelitas» originales. En calidad de tal contribuyó, en enero de 1850, al primer número de The Germ con dos cantos (My Beautiful Lady y My Lady in Death) del poema ampliado con posterioridad y conocido por el primero de los títulos mencionados, que más tarde alcanzaría la popularidad. Dos poemas breves suyos aparecerían también en los números segundo y tercero.
Woolner escribió y publicó dos versiones corregidas del My Beautiful Lady de The Germ, así como Pygmalion (1881), Silenus (1884), Tiresias (1886) y Poems (1887), que contiene Nelly Dale (1886) y Children. La versión ampliada de My Beautiful Lady publicada en 1863 alcanzaría una tercera edición en 1866 (con un esbozo de Arthur Hughes en la portada).
La poesía de Woolner es la de un escultor; trabaja, por así decirlo, por medio de pequeños golpeteos, y produce, especialmente en pasajes descriptivos y en la expresión de sensaciones fuertes, efectos sumamente veraces y originales, aunque apenas pudieran calificarse de cautivadores o inspiradores. Poseía un genuino talento poético, aunque era más conocido por sus bustos de retratos.

### Vinculados al movimiento prerrafaelita
Con respecto a Rossetti, no había la misma exquisitez en William Morris (1834-1896), amigo íntimo de aquel, que muchas veces (en realidad lo es normalmente) resulta prolijo, pero tenía mayor fuerza creadora. Aportó el sentido de los grupos en las escenas de los poemas épicos y el colorido ricamente sugestivo; pero los perfiles son menos puros que en Rossetti. Su vocabulario es sencillo y selecto, lleno de lánguidos ritmos yámbicos, pero su estilo no es llano. Precisamente por falta de un estilo llano, Morris fue incapaz para la tragedia. En el último libro de Vida y muerte de Jasón trata el mismo asunto que Eurípides en la Medea, y maravilla ver cuánto más "moderno" resulta el griego, más moderno sencillamente porque es más veraz.

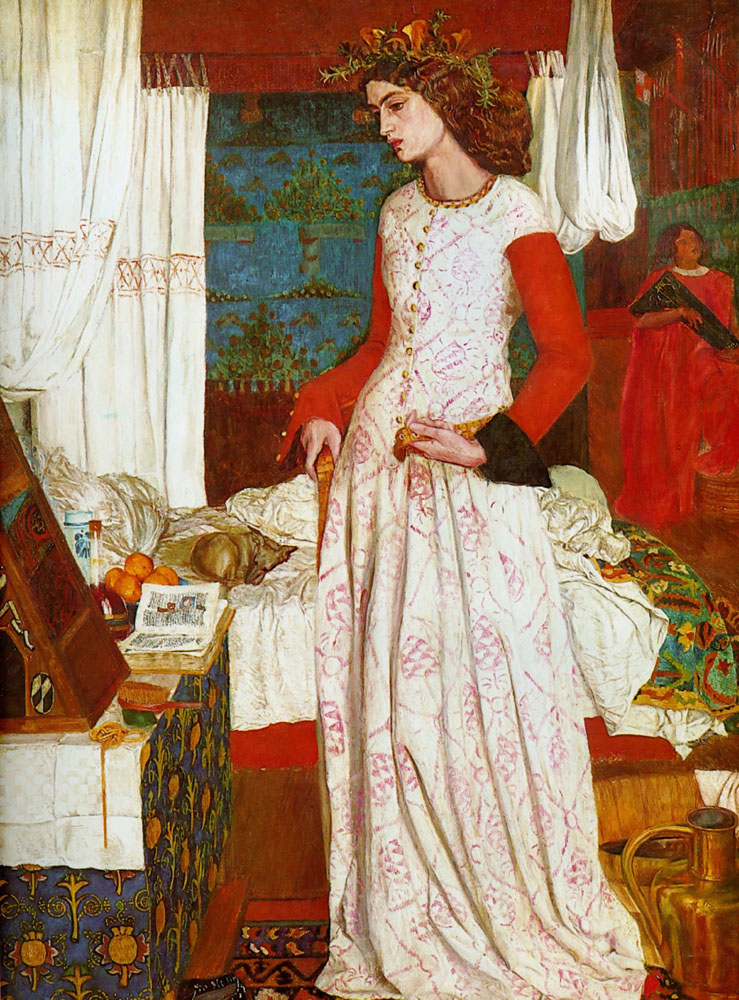
La Belle Iseult (La bella Isolda) ―anteriormente conocido como Queen Guenevere (La reina Ginebra)―, obra de William Morris (1858), representa en atuendo medieval a Jane Burden, con quien Morris contrajo matrimonio en abril de 1859.

Durante 1857 escribió la mayor parte de los poemas publicados por él en marzo de 1858 en el volumen titulado The Defence of Guenevere and other Poems [Defensa de la reina Ginebra y otros poemas]. La primera colección de poemas de Morris fue el manifiesto más temprano del que a veces se ha llamado segundo romanticismo. Probablemente nada representa mejor a Morris que esta su primera obra importante, la cual nos muestra al autor siguiendo la estela de Rossetti en un mundo medieval y, tomando a Malory y a Froissart como guías, escribe poemas que son humanos y tensos o simplemente bellos sueños líricos sin fuerza ni argumento. Sus sugestiones rítmicas, aunque no se aprecian de inmediato, se combinan con una lejanía artística del autor para hacer de ésta una obra sumamente característica. La obra pasó prácticamente desapercibida por la crítica contemporánea, pero ahora es reconocida como una de las perlas de la poesía victoriana. Hacia 1865 reanudó la escritura de poesía de un modo completamente nuevo y con extraordinaria copiosidad. Ya había estructurado el esquema general de El paraíso terrenal; y en 1866 comenzó la composición de una serie de poemas narrativos para esta obra. Uno de los primeros en ser escritos, el "Relato del Vellocino de Oro", sobrepasó sus límites hasta tal punto que se convirtió en un sustantivo poema épico de más de 10.000 versos. Fue publicado por separado, bajo el título de Vida y muerte de Jasón, en junio de 1867, y otorgó a Morris una posición reconocida en lo más alto del escalafón de los poetas modernos. Se trata de una larga y lenta epopeya que refiere, con acopio de invenciones circunstanciales y de finos rasgos patéticos, la empresa de los argonautas y el amor de Medea. Los tres volúmenes de El paraíso terrenal, sucesivamente publicados entre 1868 y 1870, contenían otros veinticinco poemas narrativos, conectados entre sí por un entramado de compleja destreza y aptitud y belleza singulares. En esta su obra más extensa (entre todos los poemas suman más de 50.000 versos), Morris regresa a la manera chauceriana de utilizar el verso para contar historias. Le falta la humanidad de Chaucer, y tampoco posee ni su destreza en el uso del lenguaje ni la vívida presentación de los personajes.
El poema Love is Enough (El amor es suficiente), iniciado tras el regreso de Morris de Islandia, y publicado a finales de 1872, es un singular e imperfectamente exitoso intento de revivir, conforme a las condiciones modernas, el método dramático de la Baja Edad Media y el verso aliterativo en inglés medio que había quedado en desuso con la llegada de formas métricas extranjeras en el siglo XV.
Sus viajes a Islandia le inspiraron la redacción de sus Tres historias de amor nórdicas y la epopeya de Sigurd el volsungo (1876), versión extraordinariamente ambiciosa de la saga escandinava de este tema. El propio Morris pensaba que era su obra poética más sublime, si no la mejor. En ella la influencia nórdica se ve en su apogeo, y entierra momentáneamente, o empuja bajo la superficie, su medievalismo romántico y todo rastro del estilo chauceriano. Su inspiración estaba directamente extraída de las epopeyas nórdicas de los siglos X al XII, cuando no derivan de modelos aún más antiguos y más universales; y el Sigurd es a la vez la más larga y poderosamente modelada de todas las obras poéticas de Morris, y, de todos los poemas europeos desde la Ilíada y la Odisea, el que más cerca se aproxima al espíritu y al estilo homéricos. Publicó también una valiosa Biblioteca de Sagas.
En toda su obra posterior a la madurez hay una marcada ausencia de extravagancias, de alardes, de astucia o eficacia superficiales, y un igualmente marcado sentido de la compostura y la subordinación. En consecuencia, su poesía está singularmente desprovista de versos o expresiones llamativos. La Defensa de Ginebra tuvo una profunda influencia en un público muy limitado. Con Jasón y El paraíso terrenal alcanzó una amplia popularidad; y estos poemas, apareciendo como lo hicieron en un momento en que el arte poético en Inglaterra parecía estar reduciéndose a mera faena sobre un campo tres veces arado, no solo ofreció una nueva esfera de acción, alcance y flexibilidad a la poesía rimada inglesa, sino que recuperó para la poesía narrativa un lugar entre los principales géneros artísticos. En Sigurd el volsungo Morris parece haber apuntado más alto que en sus otros poemas, pero no parece haber alcazado su propósito con la misma certidumbre; y su propio retorno posterior de la épica al romance puede indicar que este último era el terreno en el que se sentía más a gusto. Como editor, fundó en 1890 su propia imprenta: la Kelmscott Press; y uno de los primeros libros que salieron de la misma fue un volumen de poemas breves suyos, principalmente poemas líricos y baladas, titulado Poems by the Way (1891), la mayoría de los cuales se publicaban por primera vez.
Tal vez pueda ser considerado como el principal exponente de la escuela romántica moderna, inspirada en el amor a la belleza por sí misma; su poesía es rica y musical, y posee un poder descriptivo que hace que sus imágenes vivan y brillen, pero su narrativa en ocasiones adolece de extensión y lentitud de movimiento. No obstante, pese a la lentitud que algunos críticos le reprochan, fue un gran poeta.

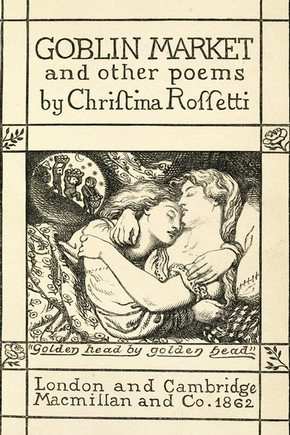
Cubierta de Goblin Market and Other Poems (Macmillan and Co., 1862).

Hay otros dos poetas relacionados con el nombre de Rossetti, aunque su manera de entender la existencia se diferencia ampliamente de la de éste. Su hermana Christina Rossetti (1830-1894), que, aunque admiradora de aquel, llevó una vida devota y religiosa cuyos valores él nunca entendería. Con respecto a su hermano, poseía un talento más limitado, pero de gran pureza dentro de sus límites. Menos ambiciosa en sus propósitos que Elizabeth Barrett Browning, y de producción más reducida, su poesía es la expresión perfecta de la sencillez de su personalidad. A diferencia de su hermano, cuyo interés por la religión era puramente estético, Christina Rossetti estaba dotada de un temperamento auténticamente religioso, y su fe absoluta y vivencial en los misterios del cristianismo se hallaba en patente contraste con el escepticismo de un amplio sector de la intelectualidad de su tiempo. El temperamento profundamente religioso de C. Rossetti y su devoción fuertemente anglicana explican en gran medida lo que, por lo demás, habría de ser oscuro en su poesía, y dan razón del carácter melancólico e incluso morboso de la mayor parte de la misma. Pocos han expresado con el mismo patetismo las agonías del amor no correspondido y desesperanzado, y mucho de ese mismo espíritu impregna también su poesía devota. Los primeros poemas de Christina Rossetti aparecieron en The Germ en 1850; algunos de ellos, como "Dreamland (El país del sueño)" y "A Testimony", son ya ejemplos de lo que va a ser su poesía: musical, íntima, soñadora, meditativa y sencilla. Su lenguaje es cristalino, y sus canciones religiosas son tiernas y sencillas. En su primer volumen publicado, Goblin Market and Other Poems (El mercado de los duendes y otros poemas), con dos ilustraciones de D. G. Rossetti (1862), alcanza un nivel que nunca volvería a igualar. Esta obra indica una imaginación rica y colorista, que se iría posteriormente a medida que aumentaba su fe religiosa. Su Goblin Market es original en su concepción, estilo y estructura, tan imaginativo como la Balada del viejo marinero, y solo comparable a Shakespeare por la percepción que muestra de las naturalezas no humana y aun espiritual. En este volumen, de hecho, se encuentran aún la mayoría de sus mejores escritos. Otras obras poéticas posteriores fueron The Prince's Progress (1866), A Pageant and Other Poems (1881) y Verses (1893). Con respecto a su anterior obra, resultan muy inferiores, pero están, al igual que Goblin Market, acompañadas de poemas líricos de gran belleza. En muchos de éstos ―tal vez en la mayoría― la idea o bien resulta inadecuada para una composición delicada o está insuficientemente elaborada; pero cuando naturaleza y arte se combinan, el resultado es exquisito. "Dream Love", "An End", "L. E. L.", "A Birthday" o "An Apple Gathering", pueden citarse como ejemplos de lírica perfecta, y hay muchos otros. Poseía también una especial vocación para el soneto, y sus mejores ejemplos rivalizan con los de su hermano, ganando en desenvoltura y sencillez lo que pierden en majestuosa magnificencia. Sin embargo, salvo en Goblin Market, ella nunca se acerca al poder imaginativo o descriptivo de aquel.
Rossetti recopiló sus obras poéticas en 1891. Después de esto, escribió poco. A pesar de sus evidentes limitaciones de comprensión y experiencia, Christina Rossetti se cuenta entre los poetas más destacados de su tiempo. En la pureza y la solidez de sus mejores poemas líricos, la luz y la música con las que reviste sus modos de ensoñación melancólica, su extraordinaria mezcla de austeridad con dulzura y de santidad en el tono con sensualidad en el color, Christina Rossetti, en sus mejores composiciones, puede desafiar la comparación con los más admirables poetas ingleses. La unión de firme fe religiosa con un dominio sobre la belleza material y los aspectos más ricos de la naturaleza ha sido señalada como el rasgo más original de su poesía. Sus poemas inéditos, junto con muchos recopilados de publicaciones periódicas, fueron editados en 1896 por el hermano que la sobrevivió, W. M. Rossetti, bajo el título de Nuevos poemas. Estos versos resultan en la mayoría de los casos demasiado irrelevantes en el tema o demasiado inacabados como para aportar nada a su reputación. Pero el carácter de Christina Rossetti era tan interesante, y su sentimiento tan intenso, que pocos de incluso sus más insignificantes poemas líricos están desprovistos de algún toque de genio digno de ser preservado. Al mismo tiempo, su reputación ciertamente habría resistido en lo más alto si hubiera escrito menos o quemado más. Ninguna escisión, sin embargo, podría haber eliminado la mácula de la enfermedad que se adhiere a su más bella poesía, ya sea secular o religiosa, a excepción del Goblin Market.
Su poesía se caracteriza por su poder imaginativo, su exquisita expresión, y por su sencillez y profundidad reflexiva. Rara vez imitó a algún precursor, y se inspiró en sus propias experiencias de pensamiento y sentimiento. Muchos de sus poemas son sin duda religiosos en su forma; más son los que están profundamente imbuidos de sentimiento y motivación religiosos. Con toda su personalidad y su genio innegable, Christina Rossetti estuvo lejos de la rebeldía y del afán de notoriedad de otras escritoras de menos talla. Sometida por su propia voluntad y disciplina, esta mujer excelente fue quien, de todo el grupo, se atuvo mejor a las normas del credo inicial prerrafaelista. Por sus cualidades poéticas de autenticidad, sencillez y comprensión, fue una gran artista de la palabra. Aunque limitada en su temática, sus composiciones están realizadas con amoroso esmero. En no pocos de sus poemas breves que manifiestan el candoroso deleite que le proporcionaban las cosas y los seres humildes de la tierra, recuerda la poesía menor de Blake.
La situación es diferente en el caso de Coventry Patmore (1823-1896), pues en él sería el incremento de la fidelidad espiritual el que le conduciría a un aumento de la capacidad poética. Patmore es interesante y desigual, y cantó los placeres de la vida doméstica feliz. Se interesó por la literatura atraído por el súbito éxito de Tennyson; y en 1844 publicó un pequeño volumen de Poemas, no exento de singularidad, pero empañado por su irregular elaboración; éste contenía, junto con otras composiciones menores, cuatro poemas narrativos: "The River", "The Woodman's Daughter", "Lilian" y "Sir Hubert", sorprendentemente originales y singulares en estilo e idea, aunque no sin trazas de Tennyson y Coleridge. En muchos aspectos, el volumen anticipó los principios y la obra de los prerrafaelistas en otra esfera artística.
Amigo de Tennyson y de Ruskin, se relacionó con el grupo prerrafaelita y colaboró en The Germ. En 1853 fue publicada su primera obra madura, Tamerton Church-Tower and Other Poems (El campanario de Tamerton y otros poemas), que había comenzado allá por 1848. La composición que da título al volumen es, al igual que sus anteriores obras, un poema narrativo, y como tal absolutamente carente de sentido y de interés, pero repleto de exquisitos esbozos de paisajes. El volumen, que alcanzó una segunda edición en el mismo año, incluía versiones corregidas de las composiciones más exitosas de entre los Poemas de 1844, añadiendo varias poesías nuevas que mostraban una clara progresión, tanto en la concepción como en el tratamiento.
Pero Patmore es sobre todo el poeta del idilio de la vida familiar, del matrimonio santificado por la ternura y por el respeto a las convenciones de una sociedad organizada; en su poesía, los deseos del corazón se armonizan con las exigencias de la tradición establecida. Buena muestra de ello es su creación más destacada, la tetralogía The Angel in the House (El ángel del hogar, 1854-62), una apoteosis del amor conyugal, una historia de amor versificada de gran sencillez, entremezclada con breves meditaciones, unas veces graves, otras veces epigramáticamente ingeniosas, sobre las más profundas significaciones del amor en el matrimonio. La primera parte, The Betrothal (Los esponsales), fue publicada de forma anónima en 1854, y tuvo su continuación en El desposorio (1856); Fieles para siempre (1860), un poema de amor no correspondido; y The Victories of Love (Las victorias del amor, 1862), un poema de duelo. Cabe decir que la calidad de la ejecución poética continuaba in decrescendo, aunque hay cosas sumamente hermosas en Fieles para siempre. No obstante, los cuatro poemarios constituyen entre sí un conjunto de reflexiones profundas, sensibles y verdaderamente poéticas sobre el amor y los amantes, embellecido con encantadoras imágenes de paisajes ingleses y de la vida familiar, tales como ningún otro poeta nos ha dado. En esta magna obra, que fue su éxito más popular, el autor tiene el atrevimiento de utilizar la poesía como algo cotidiano al mismo tiempo que usa efectos realistas. Las partes más filosóficas del poema revelaban ya el misticismo de Patmore, patente en sus obras posteriores.
En efecto, la muerte de su esposa tras una prolongada enfermedad (1862) y su posterior conversión al catolicismo (1864), orientaron su poesía hacia el misticismo apasionado que informa las obras de su segunda etapa poética. Así lo atestiguan composiciones como las del doble volumen The Unknown Eros and Other Odes (Eros desconocido y otras odas, 1877), conjunto de odas sobre temas elevados, muy alejados de la intimidad familiar de sus poemas anteriores. Pensamientos profundamente conmovedores y también los más sublimes sobre el amor, la muerte y la inmortalidad son presentados bajo una imaginería extremadamente poética en las odas de The Unknown Eros. En ellas, Patmore volvería a desarrollar ese mismo tema, con una enorme osadía en el lenguaje, y con gran capacidad para poner en verso complejos pensamientos. El abismo entre El ángel del hogar y las Odas queda parcialmente cubierto por Amelia, publicado por primera vez en 1878, un exquisito y breve idilio similar a aquella obra en su asunto y a esta última en su estructura métrica, y no injustamente estimado por su autor como su obra más perfecta. Una recopilación de sus poemas apareció en dos volúmenes en 1886.
Sus obras están llenas de reflexión elegante y sugerente, pero de vez en cuando adolecen de excesiva extensión y discursividad. Sus mejores poemas tienen ese aire indefinible de lo inevitable que es, después de todo, la piedra de toque de la calidad poética. Lo mejor de su obra se encuentra en el volumen de odas titulado The Unknown Eros, que está repleto no solo de pasajes sino de poemas enteros en los que la meditación exaltada está expresada en versos de la más rica y majestuosa melodía. La magnífica composición en alabanza del invierno, las solemnes y hermosas cadencias de "Departure", y el hogareño pero sublime patetismo de "The Toys", no tienen, en sus diversas formas, parangón en la poesía inglesa por su sublimidad reflexiva y perfección expresiva. Sus mejores poemas poseen ese aire indefinible de lo inevitable que es, después de todo, la piedra de toque del don poético.
Al círculo de Morris y de Rossetti perteneció el gran poeta erótico Algernon Charles Swinburne (1837-1909), que trajo al idioma inglés una nueva música. Su poesía es, aún más que la de Tennyson, intraducible. Nadie consiguió convulsionar tanto la moralidad burguesa. El constante y cacareado erotismo de sus primeros poemas, su permanente apelación al placer frente a la obligación, a la experimentación sensual frente al control de uno mismo, sus llamadas a desechar "los credos que prohiben y constriñen", resultaron indignantes a los mayores, pero fascinantes y liberadores a los más jóvenes. Con su obra brillantemente subversiva, Swinburne fue, por encima de todo, un melodista. El efecto que producen sus versos al conocerlos por primera vez es irresistible; con su pasión y su rapidez, enciende el alma del lector. Las aliteraciones y los ecos aumentan la fuerza del hechizo, que se ejerce a través de estrofas de estructura nueva. Su mayor debilidad reside en que el verdadero pensamiento falta con frecuencia, habiéndose perdido en una sugestión aliterativa o rítmica. En sus primeros años Swinburne perteneció a la Hermandad Prerrafaelita, y a consecuencia de su estrecha vinculación con los prerrafaelitas se sometió sucesivamente a la influencia clásica y a la romántica, y mostró las huellas de ambas en sus obras. Ningún poeta, excepto quizá Byron, sorprendió tanto al público inglés. Su obra, espectacular y revolucionaria, causó, como la del gran romántico, admiración y extrañeza. Tras casi un siglo de indiferencia, Swinburne fue el primer poeta inglés que tuvo conocimiento de las novedades que habían tenido lugar en la Europa continental. Tomó a Victor Hugo por maestro y por héroe; a Victor Hugo, a quien miraba con recelo la Inglaterra victoriana por impío y poco respetable. Swinburne posee una técnica poética arrolladora, en la que la belleza y el virtuosismo rítmico fluyen aparentemente sin esfuerzo.
En 1862 comenzó a escribir, tanto en prosa como en verso, para The Spectator, que publicó Faustine y otros seis importantes poemas. En 1865 apareció la tragedia lírica de Atalanta en Calidón, seguida al año siguiente por los famosos Poemas y baladas, y con estas obras el poeta pasó a ser el centro de atención del público, y de inmediato comenzó a disfrutar de una buena aceptación casi comparable a la alcanzada por Byron. La aparición de Atalanta en Calidón determinó su reconocimiento inmediato como poeta de primer orden. El "Himno a Artemisa" incluido en Atalanta… es sin duda uno de los más espléndidos ejemplos del poder de la métrica en el lenguaje. Tanto Atalanta… como sus Poemas y baladas (1866), obra violentamente atacada por inmoral, tuvieron tanto éxito como el Childe Harold de Byron, y provocaron tanta indignación como los primeros cantos del Don Juan. Los Poemas y baladas contienen pruebas de sus diversos entusiasmos: por Safo y los griegos, por Hugo y Baudelaire, por las baladas trágicas. Fueron vehementemente atacados, pero "Dolores" y "Faustine" estuvieron en boca de todos. La sensualidad que impregna su obra, que algunas veces llega a la animalidad, se encuentra pujante en la primera serie de este volumen, el cual causó gran sensación, tanto entre los críticos como entre el común de los lectores, por su audaz ruptura con las normas establecidas, tanto políticas como morales, y dio origen a una prolongada y encarnizada controversia. Swinburne extrajo un placer exquisitamente decadente de la desesperanza ("Laus veneris"), del pecado ("Fedra") y de la lascivia cruel ("Anactoria"), mientras que en el "Himno a Proserpina" exaltó el antiguo paganismo apolíneo. La poesía victoriana había mantenido sus temas, y Swinburne, deliberadamente rebelde, escribió sobre un amor apasionado, cruel, en ocasiones pervertido y sádico. En lugar de sentimientos delicados y de veneración por el otro, en él encontramos desvarío, crueldad y hastío. Las tres series de composiciones, con su rebeldía contra el puritanismo y la honorabilidad, abrieron en la literatura victoriana una brecha que permitió el paso de la corriente que llevó al decadentismo.
Algunas de sus composiciones fueron seriamente censuradas por su desenfadado desprecio de la tradición y espíritu pagano. Una nueva fuerza parece surgir en algunos de sus volúmenes postreros, como en Cantos antes del alba (1867-71), elogio de la independencia italiana. Pero cuando posteriormente se dedicó a escribir sobre temas más amplios y más normales, su poesía se convertiría en pura retórica, y las palabras vacilarían en medio de melodías laberínticas en las que la sonoridad excedería el significado. Volviendo a los modelos griegos que había seguido con tanto éxito en Atalanta… escribió Erecteo (1876), cuyo extraordinario poder métrico causó admiración general. En la segunda serie de Poemas y baladas (1878) se percibe la influencia francesa. Swinburne dio nueva flexibilidad al dístico heroico en su Tristán de Leonís (1882), revisión del mito de Tristán e Isolda, pero pervive sobre todo por sus poesías líricas. En Tristán de Leonís el pareado heroico experimentó una metamorfosis completa. No unido ya a la antítesis y a una aguda cesura, se convirtió en un rico y melodioso metro, capaz de una infinita variedad de notas y armonías, palpitante, intenso.
En la brillantez de su ejecución revelaba Swinburne la vacuidad de muchas obras victorianas. Derribó los viejos valores con resonante estrépito, pero no estableció otros nuevos o sólidos. Puso fin a una época y anunció otra nueva, una época nueva de gran confusión, de tendencias múltiples y sin realizaciones seguras.
Swinburne, incluso lo que su obra tiene de pagana sensualidad, nos resulta superficial y en cierta medida inseguro. Cuando celebra el placer que produce el dolor, no estamos ante la unión de los contrarios que vemos en Keats, sino ante el deseo histérico y un tanto infantil de provocar a toda costa. Y, como siempre, hay versos memorables que se pierden en poemas mal resueltos, víctimas de un lirismo informe y sin objetivo (como ocurría con los poemas más endebles de Shelley). La poesía de Swinburne revolucionó por completo el sistema de expresión métrica. Encontró la poesía inglesa encorsetada en la esclavitud del yámbico; la dejó deleitándose en la libertad del coriambo, el dáctilo y el anapesto. Efectos enteramente nuevos; una riqueza de orquestación semejante a la armonía de una banda de muchos instrumentos; el estruendo de las olas, y el murmullo de las hojas al viento; estos, y un repertorio de otros recursos poéticos sorprendentes se aliaron en su poesía al dominio del lenguaje y a un arrollador impulso en pos de la belleza formal y la exquisitez imaginativa. El servicio que Swinburne prestó al idioma inglés como vehículo para el efecto lírico es simplemente incalculable. Revolucionó todo el esquema de la prosodia inglesa. Fue el poeta de la juventud insurgente contra todas las restricciones del convencionalismo y la costumbre.